# Friedrich Krempel
Friedrich Robert „Fritz” Krempel (ur. 23 listopada 1905 w Suhl, zm. 8 kwietnia 1984 w Hanowerze) – niemiecki strzelec, olimpijczyk i medalista mistrzostw świata. Kuzyn Ericha, medalisty olimpijskiego.
Wystąpił jako reprezentant RFN na Letnich Igrzyskach Olimpijskich 1952 w pistolecie dowolnym z 50 m, w którym uplasował się na 34. miejscu.
Podczas swojej kariery Krempel raz zdobył medal na mistrzostwach świata. Zajął z drużyną 3. miejsce w pistolecie dowolnym z 50 m na turnieju w 1939 roku (skład zespołu: Walter Kraft, Erich Krempel, Friedrich Krempel, Emil Martin, Paul Wehner).
W 1934 roku zwyciężył w pistolecie dowolnym podczas Deutsche Kampfspiele (502 pkt.).

## Wyniki

### Igrzyska olimpijskie
| Igrzyska      | Konkurencja            | Wynik                        | Miejsce | Źródło |
| ------------- | ---------------------- | ---------------------------- | ------- | ------ |
| Helsinki 1952 | Pistolet dowolny, 50 m | 512 pkt. (85–87–83–83–82–92) | 34      | [ 2 ]  |

### Medale mistrzostw świata
Opracowano na podstawie materiałów źródłowych:
| Mistrzostwa  | Konkurencja                       | Wynik             | Miejsce |
| ------------ | --------------------------------- | ----------------- | ------- |
| Lucerna 1939 | Pistolet dowolny, 50 m, drużynowo | 2638 pkt. (druż.) |         |